# Parafia Najświętszego Serca Pana Jezusa w Stołowiczach

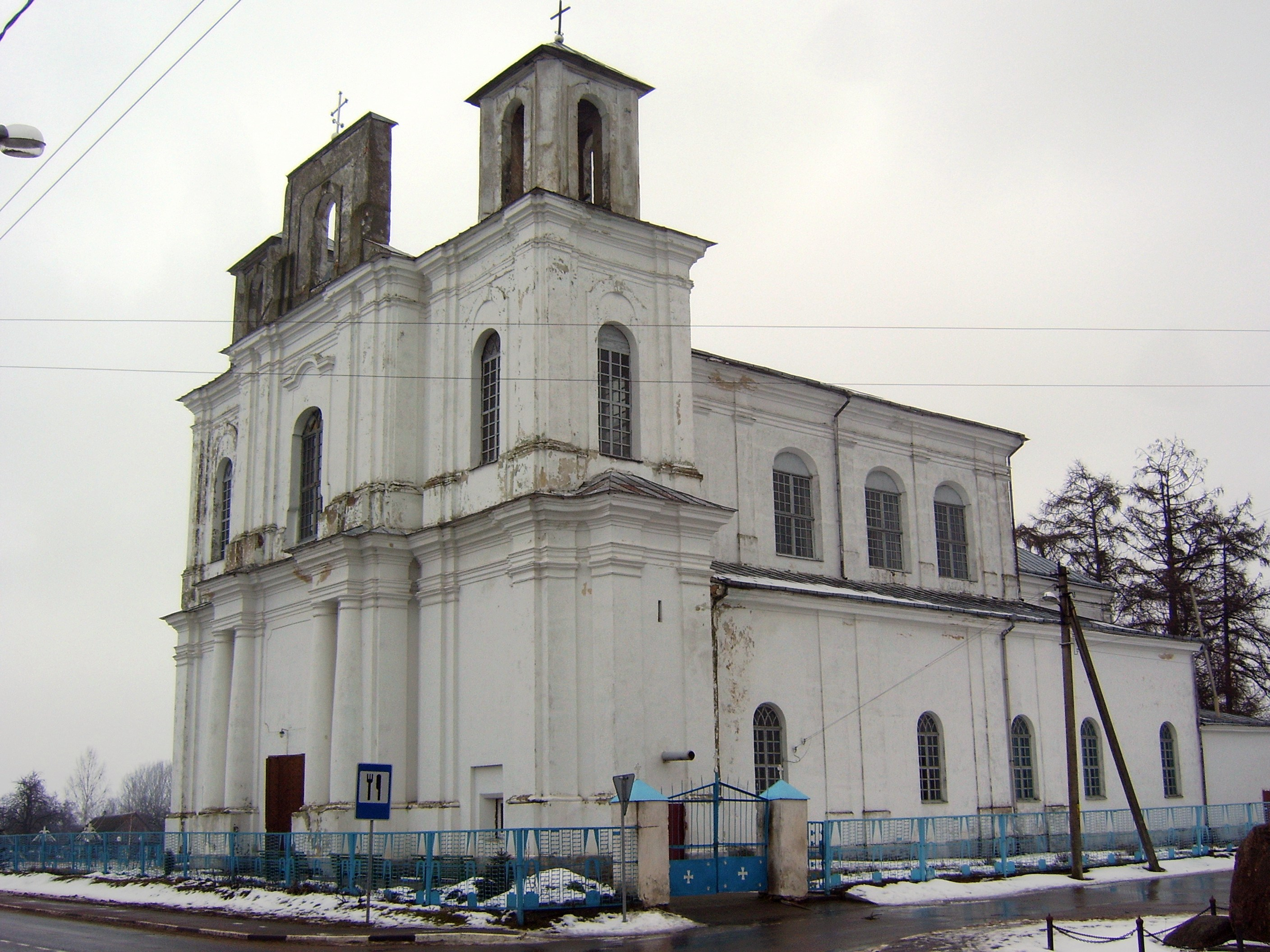
Dawny kościół pw. św. Jana Chrzciciela, obecnie cerkiew prawosławna

Parafia Najświętszego Serca Pana Jezusa w Stołowiczach – rzymskokatolicka parafia znajdująca się w diecezji pińskiej, w dekanacie baranowickim, na Białorusi.

## Historia
Pierwszy kościół w Stołowiczach ufundował w latach 1637-1639 podczaszy wielki litewski Zygmunt Karol Radziwiłł dla komandorii stołowickiej Zakonu Maltańskiego. W XVIII w. na jego miejscu powstał nowy kościół pw. św. Jana Chrzciciela w stylu baroku wileńskiego. Dolną część zaprojektował Józef Fontana, a po nim kościół dokończył Jan Krzysztof Glaubitz, który zaprojektował też ołtarz główny.
W 1817 carat zabronił działalności Zakonu Maltańskiego. W 1868 w wyniku represji popowstaniowych kościół zamieniono na cerkiew prawosławną, a parafię zlikwidowano. W 1907 zezwolono katolikom na budowę nowego kościoła.

### Dekanat Stołowicze
Stołowicze były siedzibą dekanatu przed represjami carskimi, kiedy dekanat Stołowicze obejmował 11 parafii oraz w latach międzywojennych (od 1925), gdy w jego skład wchodziło 9 parafii: Mir, Żeleźnica, Zadźwieja, Iszkołdź, Kroszyn, Połoneczka, Swojatycze, Stołowicze oraz Juszkowicze.